# Eric Poole
Eric Poole (* 3. Oktober 1976) ist ein ehemaliger US-amerikanischer Basketballspieler.

## Laufbahn
Als Schüler spielte er an der High Point High School in Beltsville (US-Bundesstaat Maryland). Zwischen 1994 und 1998 war Poole auf der Innenposition Spieler der University of Richmond im Bundesstaat Virginia. Seine Mittelwerte in 115 Einsätzen: 10,6 Punkte, 7,8 Rebounds pro Begegnung. Mit 894 Rebounds erreichte er in der ewigen Bestenliste der University of Richmond den dritten Rang. Seine Laufbahn als Berufsbasketballspieler begann in Schweden. Poole wurde im Anschluss an die Saison 1998/99, in der er die Södertälje Kings verstärkte hatte, als Center des Jahres der schwedischen Liga ausgezeichnet.
Der 2,04 Meter große Poole stand 1999/2000 bei Fribourg Olympic in der Schweiz unter Vertrag, sein dortiger Trainer war Ken Scalabroni. Gordon Herbert, der die Schnelligkeit, Beweglichkeit und Reboundstärke des US-Amerikaners schätzte, holte Poole zur Saison 2000/2001 zur DJK S.Oliver Würzburg in die deutsche Basketball-Bundesliga. Mit 9,9 Rebounds je Begegnung war Poole 2000/01 hinter Chris Ensminger zweitbester Rebounder der Bundesliga. Er erzielte des Weiteren 14 Punkte pro Partie.
Poole setzte seine Karriere zu Beginn des Spieljahres 2001/02 zunächst im französischen Évreux (zweite Liga) fort, erreichte dort im Vergleich zu Würzburg leicht niedrigere Werte (7 Spiele: 13,7 Punkte, 8,7 Rebounds/Spiel). Zu Jahresbeginn 2002 ging er zum Bundesligisten Würzburg zurück. Bis zum Ende der Saison 2001/02 bestritt der US-Amerikaner 23 Spiele für die Mannschaft (10,1 Punkte, 7 Rebounds/Spiel).
Im Spieljahr 2002/03 stand er bei BK Ventspils in Lettland unter Vertrag, zur Saison 2003/04 kehrte Poole zu Fribourg Olympic in die Schweizer Nationalliga zurück. Er blieb anschließend in der Schweiz, schloss sich aber dem BBC Monthey an, mit dem Poole in der Saison 2004/05 den Meistertitel gewann. Er war im Meisterspieljahr mit 12,2 Rebounds je Begegnung bester Spieler der Liga in dieser Wertung. Im Folgespieljahr errang er mit Monthey den Sieg im Schweizer Pokalwettbewerb.
Nach einem Abstecher zu Belgrano San Nicolas nach Argentinien wurde Poole Ende Oktober 2006 vom belgischen Erstligisten Okapi Aalst unter Vertrag genommen. In der Saison 2006/07 erreichte er im Schnitt 9,6 Punkte sowie 9,1 Rebounds je Begegnung und verstärkte Aalst ebenfalls 2007/08 (6,2 Punkte, 7,1 Rebounds/Spiel). Liège Basket war sein Arbeitgeber im Spieljahr 2008/09, er war somit weiterhin in Belgiens höchster Liga beschäftigt, seine Werte fielen allerdings auf 4,9 Punkte und 4,6 Rebounds je Einsatz.
Zum Abschluss seiner Laufbahn spielte Poole in seinem Heimatland bei der Mannschaft Metropolitan All-Stars in der Liga EBA. Er wurde im Nordosten der Vereinigten Staaten als Trainer tätig, unter anderem für ein auf Basketballtraining mit Kindern und Jugendlichen spezialisiertes Unternehmen.